# The Guardians of Justice
The Guardians of Justice è una serie televisiva statunitense creata da Adi Shankar, trasmessa da Netflix a partire dal 1º marzo 2022.
La serie è realizzata in tecnica mista, unendo live action e diversi stili di animazione. È ispirata ai fumetti Marvel e DC.
Fra i protagonisti l'ex-wrestler Dallas Page nei panni di Knight Hawk, e Sharni Vinson nei panni di The Speed.

## Trama
Per quarant'anni, il supereroe alieno Marvelous Man ha garantito la pace sulla Terra, sin da quando sconfisse Robo-Hitler e pose fine alla terza guerra mondiale. Tuttavia, nel 1987, la sua improvvisa morte getta il mondo nel caos. Knight Hawk, eroe umano e suo ex braccio destro, si allea con l'eroina idealista The Speed per investigare sulla scomparsa di Marvelous Man e prevenire una potenziale guerra nucleare.

## Episodi
| n° | Titolo originale                                              | Titolo italiano                                                    | Prima TV USA  | Prima TV Italia |
| -- | ------------------------------------------------------------- | ------------------------------------------------------------------ | ------------- | --------------- |
| 1  | Chapter 1: It Was Murder, She Said!                           | Capitolo 1: Si è trattato di omicidio, ha detto lei!               | 1º marzo 2022 | 1º marzo 2022   |
| 2  | Chapter 2: A Mentally Shattered Megalomaniac                  | Capitolo 2 Un megalomane mentalmente distrutto                     | 1º marzo 2022 | 1º marzo 2022   |
| 3  | Chapter 3: Anubis and How I Learned to Love the Nuke          | Capitolo 3: Anubis e come ho imparato ad amare l'atomica           | 1º marzo 2022 | 1º marzo 2022   |
| 4  | Chapter 4: You Can Own the Word 'Justice                      | Capitolo 4: Puoi fare tua la parola "giustizia"                    | 1º marzo 2022 | 1º marzo 2022   |
| 5  | Chapter 5: When Guardians Fall in Love                        | Capitolo 5: Quando i Guardiani si innamorano                       | 1º marzo 2022 | 1º marzo 2022   |
| 6  | Chapter 6: Shame Is a Lower Vibration than Anger              | Capitolo 6: La vergogna vibra a un livello più basso della rabbia  | 1º marzo 2022 | 1º marzo 2022   |
| 7  | Chapter 7: Proximity to Power Corrupts More than Power Itself | Capitolo 7: La prossimità al potere corrompe più del potere stesso | 1º marzo 2022 | 1º marzo 2022   |

## Produzione

### Sviluppo
Il 29 luglio 2015, HBO ha annunciato lo sviluppo di Gods And Secrets, un progetto di Adi Shankar, che ha scritto, diretto e prodotto questa satira tragica sui supereroi. Il 27 settembre 2021, la serie è stata rinominata The Guardians of Justice, con Shankar che ha presentato una versione in animazione ibrida della sua opera. Il 13 ottobre 2021, Shankar ha rivelato che la sua visione comprendeva l'uso di diversi stili e toni narrativi.

### Cast
Il 29 luglio 2015, sono stati scritturati per la serie attori come Diamond Dallas Page, Jackson Rathbone, Kellan Lutz, Sharni Vinson e Andy Milonakis. Successivamente, il 27 settembre 2021, si sono aggiunti Hal Ozsan, Derek Mears, Christopher Judge, Brigitte Nielsen, RJ Mitte e Zachery Ty Bryan. Shankar ha sottolineato l'importanza di avere un cast eclettico per riflettere la varietà delle capacità interpretative degli attori, sfidando le classificazioni tradizionali dell'industria. Carmen Aiello ha diretto il casting per l'intera serie ed è stata riconosciuta da Shankar come la prima sostenitrice dell'inclusione in una serie televisiva.

### Animazione
Il 27 settembre 2021 è stato annunciato che Graham Hughes sarebbe stato il principale designer grafico della serie. Il 13 ottobre 2021, Shankar ha condiviso dettagli sull'origine dei molteplici stili visivi utilizzati nel progetto.

## Distribuzione
Il 12 ottobre 2021 la serie è stata presentata in concorso al festival di Canneseries in Francia.

## Accoglienza
La serie ha ricevuto diverse opinioni da parte della critica. Paste ha osservato che, per gli spettatori capaci di apprezzare la combinazione di regia ironica e gore estremo, "vale la pena di essere vista" per il suo commento sulla crescente popolarità del genere supereroistico nella cultura contemporanea. Decider ha dato un voto "Stream It", elogiando il "tripudio di immagini e la narrazione frenetica".
Winteriscoming.net ha lodato l'approccio "inventivo, creativo e veloce" della serie, mentre GameRant l'ha descritta come "un'esperienza multimediale mista che deve essere vista per essere creduta". Comicon.com ha paragonato lo show ai primi artisti hip hop, sottolineando che "Guardians of Justice sarà una serie polarizzante", simile ai graffiti che alcuni vedono come vandalismo e altri come arte di strada.
Mint Lounge ha affermato che Shankar ha creato qualcosa di "molto originale da un concetto fin troppo familiare". Infine, ReadySteadyCut ha assegnato alla serie quattro stelle su cinque, sottolineando che "qualsiasi spettatore anche solo lontanamente esperto di geek si diletterà a cogliere ogni riferimento".